# Bryce Dallas Howard
Pour les articles homonymes, voir Howard et BDG.
Bryce Dallas Howard (/bɹaɪs ˈdæləs ˈhaʊɚd/), née le 2 mars 1981 à Los Angeles, est une actrice, scénariste, productrice et réalisatrice américaine.
Fille du réalisateur et acteur Ron Howard, elle fait ses débuts d'actrice dans le film de son père Portrait craché d'une famille modèle (1989). Les années suivantes, elle n'obtient que des seconds rôles, années pendant lesquelles elle étudie parallèlement et se concentre sur la comédie, notamment à la Tisch School of the Arts dont elle ressort diplômée.
Après avoir retenu l'attention du réalisateur M. Night Shyamalan, qui décide de l'engager pour son film Le Village (2004) qui la révèle, il refait appel à elle pour La Jeune Fille de l'eau (2006) dans lequel elle joue le rôle-titre. Sa prestation dans le film As You Like It de Kenneth Branagh fait d'elle en 2006 une actrice confirmée, cette dernière étant nommée aux prestigieux Golden Globes Awards dans la catégorie Meilleure actrice dans une mini-série ou un téléfilm. Cette même année, elle co-écrit et réalise le court-métrage Orchids.
Bryce gagne encore en notoriété avec le rôle de Gwen Stacy dans Spider-Man 3 en 2007, puis ceux de Kate Connor dans Terminator Renaissance et de Victoria dans Twilight, chapitre III : Hésitation. On la voit ensuite dans les drames Au-delà et La Couleur des sentiments, ainsi que dans la comédie dramatique 50/50. En 2015, Bryce Howard s'illustre dans Jurassic World où elle interprète le rôle de Claire Dearing, ce dernier étant par ailleurs le plus gros succès de toute sa carrière ainsi que le premier volet d'une trilogie dont les suites sont sorties en 2018 et 2022.
Entre 2019 et 2023, elle réalise des épisodes des trois saisons de The Mandalorian et également de la saison 1 du Livre de Boba Fett, deux séries dérivées de Star Wars et diffusées sur Disney+. Elle prête également sa voix à la Jedi Yaddle dans la série d'animation Tales of the Jedi diffusée en 2022. Elle revient au cinéma en 2024 en tête d’affiche de la production Apple TV+, Argylle aux côtés de Henry Cavill et Dua Lipa.

## Biographie

### Enfance et adolescence
Conçue à Dallas au Texas — qui devint son deuxième prénom — et née à Los Angeles, Bryce Dallas Howard est la fille de la scénariste Cheryl Howard et de l'acteur et réalisateur Ron Howard. Ses grands-parents paternels sont les acteurs Jean Speegle et Rance Howard, son oncle est l'acteur Clint Howard et son parrain est Henry Winkler, le célèbre Fonzie de la série Happy Days où il s'illustre aux côtés de son père Ron, le non moins célèbre Richie Cunningham.
Bryce Dallas Howard est issue d'une fratrie de quatre enfants. Pour l'anecdote, chaque enfant a pour deuxième prénom la ville où il a été conçu. Bryce et ses deux jeunes sœurs Jocelyn Carlyle et Paige Carlyle, nées en 1985, et son petit frère Reed Cross, né en 1987, grandissent à l'écart du show business,. Leurs parents leur interdisaient de regarder la télévision, les encourageant au contraire à lire ou jouer dehors. Pourtant, à l'âge de 7 ans, Bryce est autorisée à apparaître dans les films de son père. Pendant une apparition au The Tonight Show with Jay Leno, elle confie qu'elle et ses frères et sœurs ont souvent été gardés par un ami proche de la famille de Tom Cruise. Elle grandit et est élevée à Westchester County, New York, et dans une ferme à Greenwich, Connecticut,,.
À Greenwich, Bryce Dallas Howard commence à étudier à la Greenwich Country Day School en 1996. Durant sa neuvième année d'étude, elle obtient le rôle de Miss Adelaïde dans une pièce de théâtre mise en scène par Jerry Zaks, adaptée de la comédie des années 1950, Blanches colombes et vilains messieurs. Elle apparaît par ailleurs dans une émission de variétés où elle propose sa propre version de « I Am A Woman » de Jerry Leiber et Mike Stoller. À l'âge de 15 ans, elle est élève au Stagedoor Manor, un camp spécialisé dans l'art de la comédie à New York où elle rencontre Natalie Portman avec qui elle joue dans la pièce A Midsummer Night's Dream,. Elle poursuit ensuite ses études à Armonk, New York, où elle est diplômée en 1999. Bryce participe également à un stage de deux mois lui permettant d'apprendre les rudiments du métier d'acteur et décide de poursuivre ses études à la Tisch School of the Arts pendant trois ans, années où elle assiste aussi aux cours du Stella Adler Conservatory, de The Experimental Wing et de l'International Theatre Wing à Amsterdam. Elle obtient un diplôme en art dramatique en 2003 avec son BFA,. Elle est également une ancienne élève de la Steppenwolf Theatre Company's School à Chicago, ainsi que de The Actors Center à New York. Durant ce temps, elle intègre la compagnie de théâtre Theater Mitu, qui est en résidence au New York Theater Workshop, troupe connue pour son exploration de formes théâtrales novatrices. Pour chaque inscription à une école que la jeune fille a fréquentée, elle enleva son nom de famille Howard pour éviter les éventuels traitements de faveur liés à son père. Plus tard, elle revint sur sa décision, Bryce Dallas ressemblant trop à un nom d'actrice porno selon elle.

## Carrière

### Débuts et théâtre (années 1990)
Si Bryce Dallas Howard apparaît pour la première fois à l'écran en 1989 dans le film de son père Portrait craché d'une famille modèle, pour lequel elle n'est pas créditée, et qu'elle tient un petit rôle dans un autre film de son père en 1995, Apollo 13, salué par la critique, ce n'est qu'au début des années 2000 qu'elle débute véritablement sa carrière au cinéma. Sur les plateaux de tournage de son père, l'actrice aurait surtout sympathisé avec les membres de l'équipe technique plutôt qu'avec les acteurs.
Omniprésente à Hollywood, elle fait une apparition pour Universal Studios dans le film fantastique Le Grinch, avec Jim Carrey, en 2000, mais les années suivantes, elle apparaît surtout au théâtre à New York, comme dans House and Garden d'Alan Ayckbourn au Manhattan Theatre Club en 2002.
L'actrice alors en formation interprète aussi Rosalind dans la pièce Comme il vous plaira de William Shakespeare, qui fut acclamée par la critique. Elle n'est même pas familière de la pièce, et a été prise pour le rôle seulement la veille de la première. Lors d'une représentation, elle attire le regard du réalisateur M. Night Shyamalan.

### Premiers rôles et échecs successifs (2004-2006)
Alors que Bryce Dallas Howard achève les représentations d'une adaptation du Tartuffe de Molière, où elle interprète en 2003 le rôle de Marianne pour la compagnie Roundabout Theater, elle s'engage sur les tournages de deux films : tout d'abord la comédie dramatique indépendante Book of Love aux côtés de Frances O'Connor et Simon Baker. Le film, sorti en 2004, parle d'une jeune femme ayant une relation amoureuse avec un étudiant solitaire, détruisant son mariage. Le film est globalement ignoré par la critique et les spectateurs mais marque les vrais premiers pas de l'actrice au cinéma.

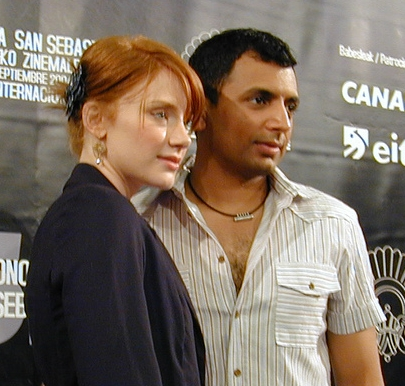
L'actrice en compagnie de M. Night Shyamalan à la première espagnole du film Le Village au San Sebastián International Film Festival, en 2004.

Cette année est surtout marquée par la sortie d'un film très attendu, Le Village, sous la direction donc de M. Night Shyamalan. Ce dernier confie d'abord le rôle à Kirsten Dunst mais qui, en raison d'un conflit de planning, ne pouvait en assumer le tournage. Deux semaines après que le réalisateur l'a aperçue sur les planches, Bryce fut contactée et engagée sans passer d'auditions. L'actrice est ainsi propulsée au sein d'un casting de stars.
Le récit tourne autour d'une petite communauté isolée et auto-suffisante persuadée que des monstres peuplent la forêt alentour. Elle y joue le rôle principal féminin, une jeune femme aveugle et également fille du chef du village, amoureuse du personnage joué par Joaquin Phoenix. Sa performance est reconnue et acclamée par la critique et elle est nommée, puis récompensée par plusieurs distinctions, surtout dans la catégorie « Meilleure révélation ». Cependant, si le film connait un succès commercial, il est accueilli de façon assez mitigée par la critique.
L'actrice passe au cinéma d'auteur en 2005, cette fois auprès d'un autre cinéaste reconnu, Lars Von Trier. Elle remplace une autre star qui s'est désistée, Nicole Kidman. Cependant, Manderlay est loin de rencontrer le succès de Dogville. Selon son réalisateur, le film peut être vu comme une allusion à la guerre en Irak. Bide au box-office, le film rapporte 674 000 dollars de recettes pour 14 millions de budget. Ce flop compromet le projet de trilogie du cinéaste. Un troisième opus, intitulé Wasington, est annulé[source secondaire souhaitée].
La comédienne retrouve Shyamalan pour son film suivant. Cette fois, elle est la tête d'affiche du projet. Le film raconte comment un homme (Paul Giamatti) tente de sauver Story, une jeune femme aux allures de nymphe (Bryce Dallas Howard) dans sa piscine jusqu'à ce qu'il se rende compte qu'il s'agit d'un personnage de conte de fées qui cherche à rejoindre son monde alors que des monstres maléfiques veulent l'emmener dans le leur.
Sorti en 2006, La Jeune fille de l'eau est un flop qui marque une rupture du cinéaste avec la critique, mais est également loin d'amortir son budget de 75 millions de dollars,.
La même année, l'actrice interprète une nouvelle fois Rosalind dans l'adaptation cinématographique de Comme il vous plaira (As You Like It) réalisée par Kenneth Branagh. Diffusé dans les salles en Europe, le film est directement diffusé sur la chaîne câblée HBO aux États-Unis. Mais grâce à sa performance, Bryce est nommée aux Golden Globes Awards dans la catégorie Meilleure actrice dans une mini-série ou un téléfilm en 2008. Mal reçu par la critique britannique, le film est accueilli plus favorablement aux États-Unis :
Robert Bianco écrit dans USA Today :
« Comme Rosalind, le personnage principal, Bryce Dallas Howard est un peu anarchique, en particulier face à ses collègues Alfred Molina, David Oyelowo et Brian Blessed. Mais elle est incroyablement attrayante, ce qui en soit vend l'histoire d'amour. »
En 2006, la comédienne passe pour la première fois derrière la caméra : elle coécrit et réalise un premier court-métrage, Orchids, dans le cadre des « Reel Moments » du magazine Glamour, financé par Cartier et FilmAid International.

### Seconds rôles dans des blockbusters (2007-2010)

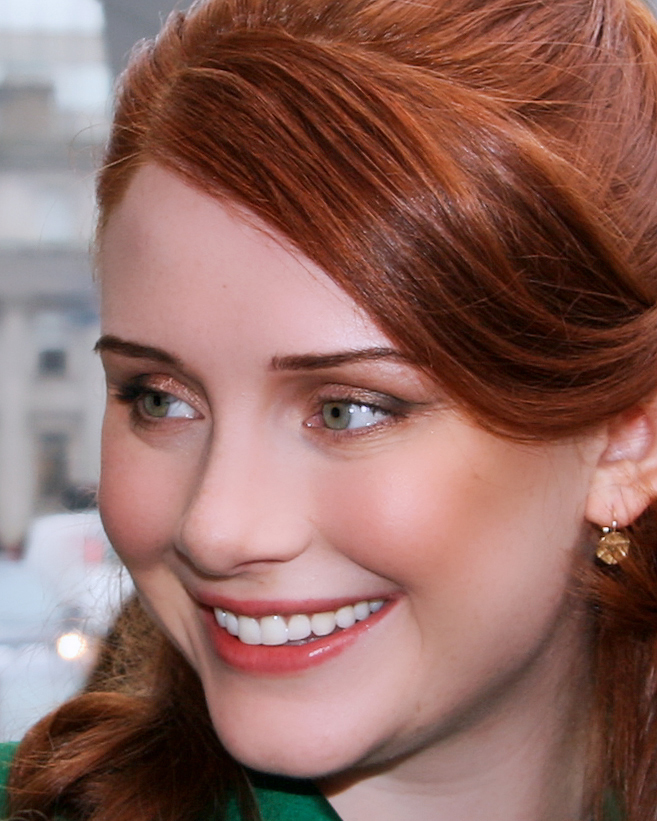
L'actrice à la première de The Loss of a Teardrop Diamond au Toronto Film Festival en 2008.

En 2007, Bryce Dallas Howard joue dans son premier blockbuster : Spider-Man 3. Elle y interprète Gwen Stacy, une camarade de classe de Peter Parker. Elle est préférée à Elisha Cuthbert et Sienna Miller qui postulaient également pour le rôle. Le rôle de Gwen se révèle être un véritable défi pour Bryce, le personnage étant très différent de celui des comics. Pour les besoins du film, l'actrice laisse tomber sa couleur rousse naturelle pour se décolorer les cheveux en blond et effectue elle-même ses propres cascades, ignorant alors qu'elle était enceinte de plusieurs mois. Le film rapporte près de 891 millions de dollars dans le monde, dont 336 millions rien qu'aux États-Unis. Cependant, il s'agit de l'opus le moins bien reçu de la trilogie. Le studio Sony annule le projet d'un quatrième opus et remercie l'ensemble de l'équipe du film[source secondaire souhaitée].
L'année suivante, elle incarne le rôle principal du film indépendant The Loss of a Teardrop Diamond, peu diffusé et mal accueilli par la critique.
Elle n'a pas plus de chance avec son film suivant, le blockbuster Terminator Renaissance, où cette grande fan de la saga Terminator remplace dans ce quatrième volet l'actrice Claire Danes dans le rôle de Kate Connor mais aussi Charlotte Gainsbourg, qui a dû abandonner le rôle à cause d'un emploi du temps trop chargé. À sa sortie, le film engrange environ 371 millions de dollars contre un budget de 200 millions, et ne reçoit qu'un accueil très mitigé des critiques. Là encore, le studio décide donc d'annuler les projets de suite.
En 2010, l'actrice se replie sur une marque bien moins prestigieuse : elle remplace la canadienne Rachelle Lefèvre dans le troisième volet de la saga pour adolescents, Twilight, chapitre III : Hésitation, dans le rôle de Victoria. L'actrice y incarne une femme prête à tout pour venger son défunt petit-ami.
Elle était le premier choix de Catherine Harwicke pour interpréter le rôle dès le premier film. Grande fan des livres, Bryce considère Victoria comme « un personnage incroyable ». Sorti en juin en Amérique du Nord, le film réalise plus de 700 millions de dollars de recettes mais les critiques restent une fois encore mitigées même si la performance de Bryce est très appréciée.

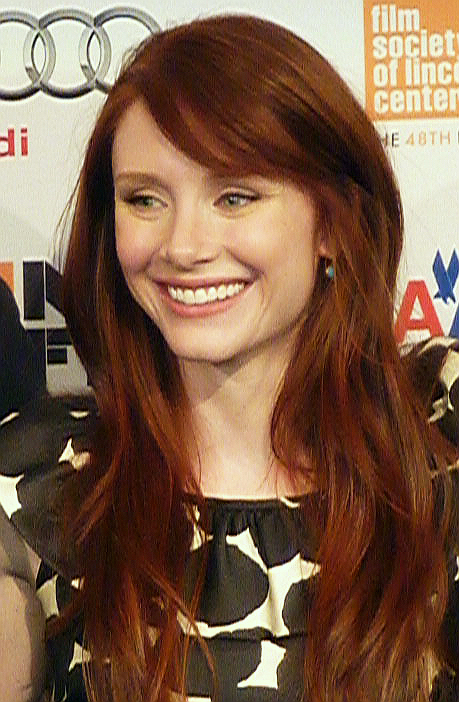
L'actrice lors d'une conférence de presse pour Hereafter, en 2010.

L'acteur/réalisateur Clint Eastwood la recrute pour son drame fantastique Au-delà où elle interprète une jeune femme amoureuse du personnage de Matt Damon. Pour l'anecdote, elle accrocha au scénario après avoir été attirée par le personnage de Matt Damon, reclus sur lui-même mais pouvant entrer en contact avec des personnes décédées. Elle déclare à ce sujet : « C'est personnel pour moi parce que beaucoup de membres de ma famille ont cette capacité ». Cependant, le film est l'un des longs-métrages du réalisateur les plus mal reçus par la critique.

### Succès critique et retour au premier plan (années 2010-2020)

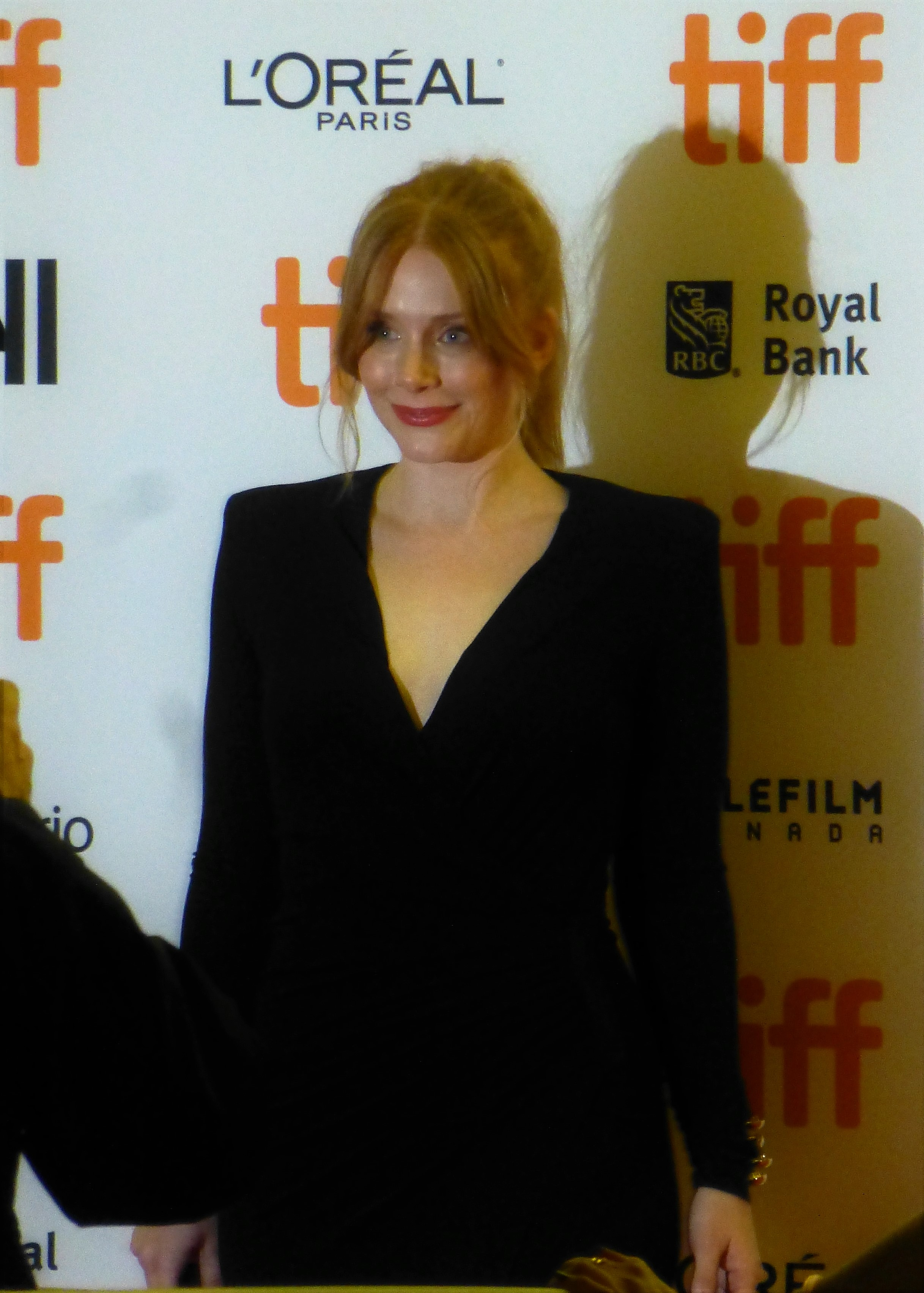
L'actrice à la première de Peter et Elliott le dragon au TIFF 2016.

Après une décennie en demi-teinte, marquée par les échecs critiques et/ou commerciaux, et les arrêts prématurés de franchises, Bryce Dallas Howard finit enfin par connaitre un véritable succès en tant qu'actrice, tout en tentant de s'imposer en tant que réalisatrice.
Son premier film de 2011 est La Couleur des sentiments. Il s'agit d'une adaptation du best-seller du même nom de Kathryn Stockett publié en 2009. Bryce Dallas Howard y joue aux côtés d'Emma Stone et Viola Davis. C'est un nouveau succès dans sa carrière et sa performance acclamée par les critiques ne fait que confirmer son statut d'actrice talentueuse. Elle est nommée lors de plusieurs cérémonies, notamment dans les catégories de la « meilleure actrice dans un second rôle » et surtout celle du « meilleur casting ». Puis, Bryce fait équipe avec son père Ron pour aider Gus Van Sant à produire le film Restless. Elle accepte ensuite un second rôle dans une comédie dramatique à petit budget, portée par Joseph Gordon-Levitt, 50/50. Ce film basé sur une histoire vraie est acclamé par la critique.
Toujours en 2011, elle réalise The Originals en compagnie de son beau-frère avec qui elle a coécrit le scénario. Elle décrit le film comme un Breakfast Club pour sa génération. Ce film marque son premier long-métrage en tant que réalisatrice.
En 2012, elle termine le court-métrage When You Find Me, film social développé grâce à la contribution de Canon pour lequel elle fut réalisatrice. Le film a été développé à partir de la collecte d'images sélectionnées lors d'un concours de photographie. 96 362 photographies ont été acceptées, huit sélectionnées pour être utilisées à la production du film. Elle met au monde son deuxième enfant, Beatrice Jean Howard-Gabel le 19 janvier 2012.
En 2015, elle connait enfin un large succès critique et commercial avec une suite de blockbuster. Elle joue le rôle de Claire Dearing dans Jurassic World de Colin Trevorrow, quatrième volet de la saga Jurassic Park, créée par Steven Spielberg. Elle y tient le premier rôle féminin aux côtés de Chris Pratt, Vincent D'Onofrio, Ty Simpkins, Nick Robinson, Omar Sy, Katie McGrath, B. D. Wong et Irfan Khan. Howard effectua de nombreux exercices sportifs pour entraîner ses chevilles pour tourner les scènes dans lesquelles son personnage court en talons hauts dans divers environnements du film (notamment 0,91 m de boue), qu'elle décrira comme « l'une des choses les plus difficiles [qu'elle] ait jamais eu à faire ».
À sa sortie, le film est aussi bien reçu par la critique que le public et bat une douzaine de records au box-office, dont celui du meilleur démarrage de tous les temps en Amérique du nord et celui du meilleur démarrage mondial de tous les temps. La performance d'Howard et l'alchimie à l'écran avec Chris Pratt reçoivent notamment des éloges,,. Il est le premier film à atteindre la barre des 500 millions de dollars en un seul week-end, le film le plus rapide de l'histoire à dépasser le seuil du milliard de dollars de recettes au box-office mondial, en seulement treize jours de projection, le troisième plus grand succès sur le sol nord américain de tous les temps et le plus gros succès mondial de 2015. Il devient ainsi le plus grand succès de la saga Jurassic Park et également de la carrière de Bryce Dallas Howard.
En 2016, elle tente de confirmer avec un autre remake à gros budget, Peter & Eliott le Dragon, adaptation du classique d'animation Peter et Elliott le dragon, produit par les studios Disney. Elle y tient le rôle principal féminin face à Robert Redford. Cependant, le film est un succès commercial relativement modeste, rapportant 141 millions de dollars de recettes mondiales, pour un budget de 65 millions, mais est bien accueilli par la critique.
La même année, elle joue dans l'un des épisodes, Chute libre (Nosedive), de l'acclamée troisième saison de la série anthologique Black Mirror.

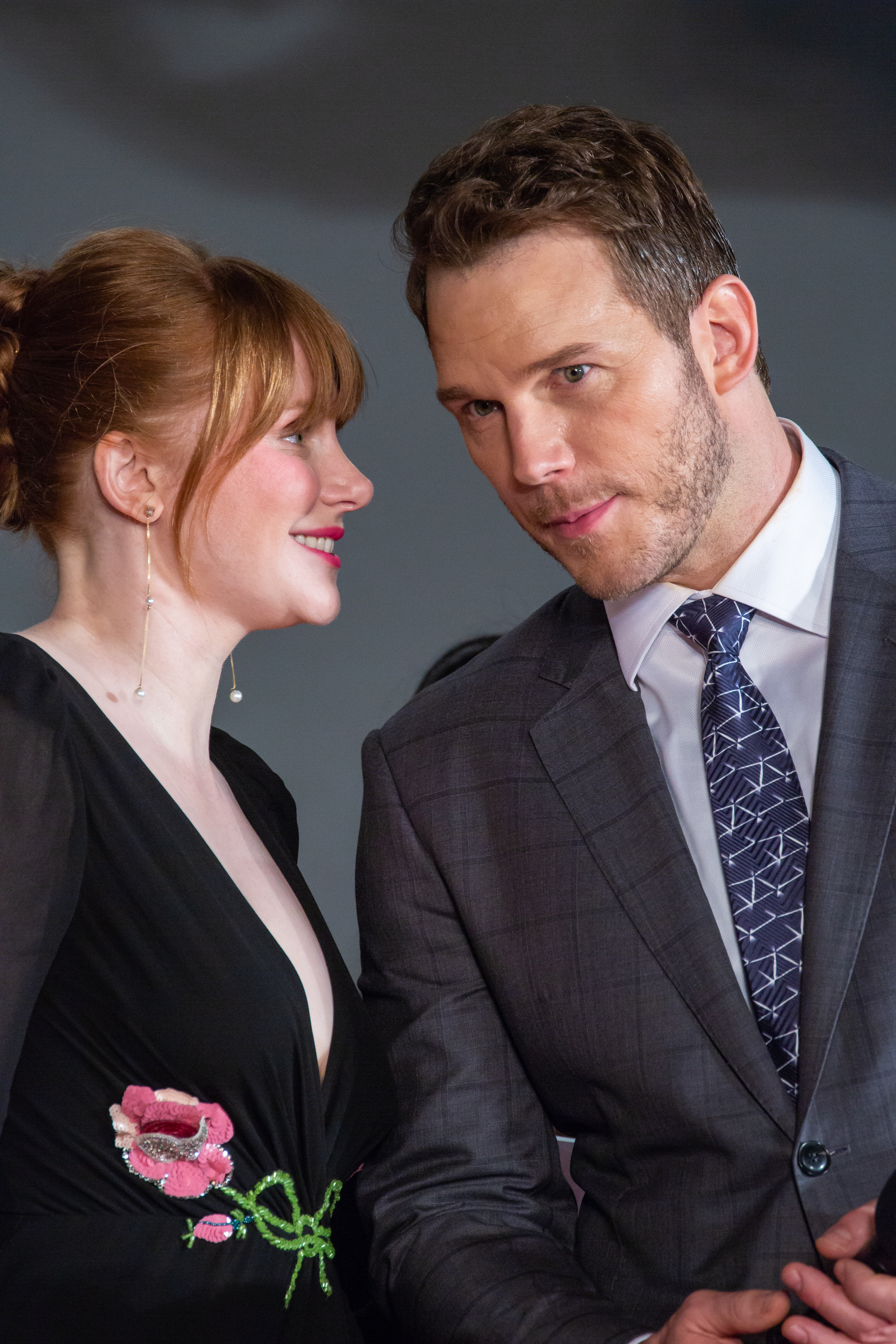
Bryce Dallas Howard et son partenaire à l'écran Chris Pratt à la première japonaise de Jurassic World: Fallen Kingdom en 2018.

L'actrice peut surtout compter sur Jurassic World: Fallen Kingdom, une fois de plus auprès de Chris Pratt, qui sort sur les écrans en 2018 et se voit relativement bien accueillie par la critique. Elle reprend le rôle de Claire qui apparaît comme une militante pour les droits des dinosaures,. Pour ce rôle, Howard s'entraîne avec un vétérinaire ayant de l'expérience avec la faune africaine.
En 2019, elle interprète le rôle de Sheila Eileen Dwight, la mère du chanteur britannique Elton John dans le biopic baptisé Rocketman réalisé par Dexter Fletcher (co-réalisateur non crédité du film Bohemian Rhapsody). Elle y joue aux côtés des acteurs Taron Egerton dans le rôle d'Elton John, Jamie Bell dans le rôle du parolier Bernie Taupin et Richard Madden dans le rôle du manager John Reid.
En juillet 2021, Bryce Dallas Howard est choisi pour le film d'action Argylle, inspiré du roman d'espionnage d'Ellie Conway du même nom. La même année, Variety annonce qu'elle réalisera et produira un remake de l'aventure familiale de science-fiction de 1986 Le Vol du Navigateur, réécrite avec un rôle principal féminin,. Par ailleurs, elle est réalisatrice aux côtés de Jon Favreau et Dave Filoni pour The Mandalorian, série diffusée sur la plateforme de diffusion Disney+ et se déroulant dans l'univers de Star Wars, pour le quatrième épisode de la saison 1, et le troisième épisode de la saison 2, ainsi que pour le 5e épisode de la série Le Livre de Boba Fett.
En 2022, elle prête sa voix à la Jedi Yaddle dans la série d'animation Tales of the Jedi et reprend son rôle de Claire dans Jurassic World : Le Monde d'après.

## Vie privée
Depuis 2001, elle est en couple avec Seth Gabel. Ils se marient le 17 juin 2006 à Greenwich, dans le Connecticut,.
Début 2007, elle donne naissance à un petit garçon, Theodore Norman Howard-Gabel, et une petite fille, Beatrice Jean Howard-Gabel, le 19 janvier 2012.

## Image

### Publique
Bryce Dallas Howard est devenue végétalienne quand  elle avait rencontré Joaquin Phoenix lors du tournage du film Le Village, il lui a montré un documentaire sur la cruauté faite aux animaux : Earthlings, (Phoenix en était le narrateur à la suite de la demande de Nation Earth). Elle change cependant de régime en août 2006, devenant simplement végétarienne : pour stimuler son taux d'acides aminés durant sa grossesse, l'actrice a dû manger certains aliments interdits par le végétalisme.
Elle adore écrire des histoires, elle  est une bonne amie pour les actrices Kirsten Dunst, Natalie Portman et les acteurs Jake Gyllenhaal et Chris Pratt.
Bryce Dallas Howard se décrit comme « effrayée » par « la scène hollywoodienne ».
En janvier 2011, Bryce Howard devient la première célébrité ambassadrice de la marque de sac à main de la créatrice Kate Spade.

## Filmographie

### Cinéma

#### Longs métrages
- 1989 : Portrait craché d'une famille modèle (Parenthood) de Ron Howard : La rousse dans le public
- 2000 : Le Grinch (Dr. Seuss' How the Grinch Stole Christmas!) de Ron Howard : Une « who »
- 2003 : Book of Love d'Alan Brown : Heather
- 2004 : Le Village (The Village) de M. Night Shyamalan : Ivy Walker
- 2005 : Manderlay de Lars von Trier : Grace Margaret Mulligan
- 2006 : La Jeune Fille de l'eau (Lady in the Water) de M. Night Shyamalan : la jeune fille
- 2006 : Comme il vous plaira (As You Like It) de Kenneth Branagh : Rosalind
- 2007 : Spider-Man 3 de Sam Raimi : Gwen Stacy
- 2007 : Chacun son cinéma (segment Occupations de Lars von Trier)
- 2008 : The Loss of a Teardrop Diamond de Jodie Markell (en) : Fisher Willow
- 2008 : Good Dick de Marianna Palka : une femme
- 2009 : Terminator Renaissance (Terminator Salvation) de McG : Kate Connor
- 2010 : Twilight, chapitre III : Hésitation (The Twilight Saga : Eclipse) de David Slade : Victoria
- 2010 : Au-delà (Hereafter) de Clint Eastwood : Melanie
- 2011 : La Couleur des sentiments (The Help) de Tate Taylor : Hilly Holbrook
- 2011 : 50/50 de Jonathan Levine : Rachel
- 2015 : Jurassic World de Colin Trevorrow : Claire Dearing
- 2016 : Peter et Elliott le dragon (Pete's Dragon) de David Lowery : Grace Meacham
- 2016 : Gold de Stephen Gaghan : Kay
- 2018 : Jurassic World: Fallen Kingdom de Juan Antonio Bayona : Claire Dearing
- 2019 : Rocketman de Dexter Fletcher : Sheila Dwight
- 2019 : L'Incroyable Aventure de Bella (A Dog's Way Home) de Charles Martin Smith : Bella (voix)
- 2022 : Jurassic World : Le Monde d'après (Jurassic World Dominion) de Colin Trevorrow : Claire Dearing
- 2024 : Argylle de Matthew Vaughn : Elly Conway
- 2025 : Deep Cover de Tom Kingsley : Kat

#### Courts métrages
- 2010 : Despair d'Alex Prager
- 2014 : The Hug d'Alex Richanbach : Susanna (vidéo)
- 2015 : Solemates : une femme
- 2015 : Pant Suits de Saralyn Armer : Karen Petraske

### Télévision

#### Séries télévisées
- 2009 : Les Griffin (Family Guy) : elle-même (voix)
- 2016 : Black Mirror : Lacie Pound[57]
- 2018 : Arrested Development : Elle-même[58]
- 2022 : Tales of the Jedi : Yaddle (voix)

### Clip
- 2024 : Boy George, Ariana DeBose, Nile Rodgers : Electric Energy[59]

### Scénariste
- 2006 : Orchids d'elle-même (court métrage)
- 2015 : Solemates d'elle-même (court métrage)

### Réalisatrice
- 2006 : Orchids (court métrage)
- 2012 : When You Find Me (court métrage)
- 2013 : Call Me Crazy: A Five Film (segment « Lucy ») (téléfilm)
- 2013 : M83 : Claudia Lewis (clip)
- 2015 : Solemates (court métrage)
- 2019 : Dads (documentaire)
- 2019 - 2023 : The Mandalorian (3 épisodes)
- 2022 : Le Livre de Boba Fett (The Book of Boba Fett) (saison 1, épisode 5)
- 2024 : Skeleton Crew (saison 1, épisode 6)
- 2025 : Pets (documentaire)

### Productrice
- 2011 : Restless de Gus Van Sant
- 2019 : Dads d'elle-même (documentaire)
- 2025 : Pets d'elle-même (documentaire)

### Jeux vidéos
- 2015 : Lego Jurassic World : Claire Dearing (voix)
- 2015 : Lego Dimensions : Claire Dearing (voix)
- 2018 : Jurassic World Evolution : Claire Dearing (voix)
- 2021 : Maquette : Kenzie (voix)
- 2021 : Jurassic World Evolution 2 : Claire Dearing (voix)

## Théâtre
- 2002 : Notre petite ville : Emily
- 2002 : House/Garden : Sally Platt
- 2003 : Comme il vous plaira : Rosalind
- 2003 : Tartuffe : Marianne
- 2009 : Bermuda ! Musical : Amelia Earheart

## Distinctions

### Récompenses
Cette section ne s'appuie pas, ou pas assez, sur des sources secondaires ou tertiaires indépendantes du sujet. Le texte peut contenir des analyses inexactes ou inédites de sources primaires.
Pour l'améliorer, ajoutez-en, ou placez des modèles {{Source secondaire souhaitée}} ou {{Source secondaire nécessaire}} sur les passages mal sourcés. (août 2024)
- Festival international du film de Palm Springs 2005 : Lauréate du Prix de la meilleure révélation dans un thriller dramatique pour Le Village.
- 1re cérémonie des Black Film Critics Circle Awards 2011 : Meilleure distribution pour La Couleur des sentiments partagée avec Jessica Chastain, Viola Davis, Allison Janney, Chris Lowell, Ahna O'Reilly, Sissy Spacek, Octavia Spencer, Mary Steenburgen, Emma Stone, Cicely Tyson et Mike Vogel.
- 2011 : Hollywood Film Awards de la meilleure distribution de l'année pour La Couleur des sentiments partagée avec Jessica Chastain, Viola Davis, Allison Janney, Chris Lowell, Ahna O'Reilly, Sissy Spacek, Octavia Spencer, Mary Steenburgen, Emma Stone, Cicely Tyson et Mike Vogel.
- 2011 : MTV Movie Awards du meilleur combat partagé avec Xavier Samuel et Robert Pattinson pour Twilight, chapitre III : Hésitation (2010).
- 83e cérémonie des National Board of Review Awards 2011 : Meilleure distribution pour La Couleur des sentiments partagée avec Jessica Chastain, Viola Davis, Allison Janney, Chris Lowell, Ahna O'Reilly, Sissy Spacek, Octavia Spencer, Mary Steenburgen, Emma Stone, Cicely Tyson et Mike Vogel.
- 16e cérémonie des Satellite Awards 2011 : Meilleure distribution pour La Couleur des sentiments partagée avec Jessica Chastain, Viola Davis, Allison Janney, Chris Lowell, Ahna O'Reilly, Sissy Spacek, Octavia Spencer, Mary Steenburgen, Emma Stone, Cicely Tyson et Mike Vogel.
- 20e cérémonie des Southeastern Film Critics Association Awards 2011 : Meilleure distribution pour La Couleur des sentiments partagée avec Jessica Chastain, Viola Davis, Allison Janney, Chris Lowell, Ahna O'Reilly, Sissy Spacek, Octavia Spencer, Mary Steenburgen, Emma Stone, Cicely Tyson et Mike Vogel.
- 2011 : Women Film Critics Circle Awards de la meilleure distribution pour La Couleur des sentiments partagée avec Jessica Chastain, Viola Davis, Allison Janney, Chris Lowell, Ahna O'Reilly, Sissy Spacek, Octavia Spencer, Mary Steenburgen, Emma Stone, Cicely Tyson et Mike Vogel.
- 2012 : Accolade Competition du meilleur court-métrage pour When You Find Me partagée avec Ron Howard (Producteur exécutif).
- 2012 : Central Florida Film Festival du meilleur court-métrage pour When You Find Me partagée avec Ron Howard (Producteur - Producteur exécutif).
- 2012 : Gold Derby Awards de la meilleure distribution pour La Couleur des sentiments partagée avec Jessica Chastain, Viola Davis, Allison Janney, Chris Lowell, Ahna O'Reilly, Sissy Spacek, Octavia Spencer, Mary Steenburgen, Emma Stone, Cicely Tyson et Mike Vogel.
- 1re cérémonie des Nevada Film Critics Society Awards 2012 : Meilleure distribution pour La Couleur des sentiments partagée avec Jessica Chastain, Viola Davis, Allison Janney, Chris Lowell, Ahna O'Reilly, Sissy Spacek, Octavia Spencer, Mary Steenburgen, Emma Stone, Cicely Tyson et Mike Vogel.
- 18e cérémonie des Screen Actors Guild Awards 2012 : Meilleure distribution pour La Couleur des sentiments partagée avec Jessica Chastain, Viola Davis, Allison Janney, Chris Lowell, Ahna O'Reilly, Sissy Spacek, Octavia Spencer, Mary Steenburgen, Emma Stone, Cicely Tyson et Mike Vogel.
- 12e cérémonie des Women Film Critics Circle Awards 2015 : Pire image de la femme dans un film de science-fiction pour Jurassic World.
- 2016 : CinemaCon de l'excellence dans ses performances.
- 2016 : Hollywood Film Awards de la meilleure distribution de l'année pour Gold (2016) partagée avec Matthew McConaughey, Edgar Ramírez et Stacy Keach.
- IMDb Awards 2016 : Lauréate du Prix STARmeter.

### Nominations
- 2004 : Golden Schmoes Awards de la meilleure actrice de l’année pour Le Village (2004).
- 2004 : Golden Schmoes Awards de la meilleure révélation féminine de l’année pour Le Village (2004).
- 2005 : Fangoria Chainsaw Awards de la meilleure actrice pour Le Village (2004).
- 2005 : MTV Movie Awards de la meilleure révélation féminine pour Le Village (2004).
- 2005 : Online Film & Television Association Awards du meilleur espoir féminin pour Le Village (2004).
- 2005 : Online Film Critics Society Awards du meilleur espoir féminin pour Le Village (2004).
- 2005 : Teen Choice Awards de la scène de film la plus effrayante pour Le Village (2004).
- 10e cérémonie des Empire Awards 2005 : Meilleure actrice pour Le Village (2004).
- 10e cérémonie des Empire Awards 2005 : Meilleur espoir pour Le Village (2004).
- 2006 : Alliance of Women Film Journalists Awards de l'actrice ayant le plus besoin d'un nouvel agent.
- Robert Festival 2006 : Robert de la meilleure actrice dans un drame pour Manderlay.
- 2008 : Online Film & Television Association Awards de la meilleure actrice dans une mini-série ou un téléfilm pour As You Like It.
- 65e cérémonie des Golden Globes 2008 : Meilleure actrice dans une mini-série ou un téléfilm pour As You Like It.
- 12e cérémonie des Phoenix Film Critics Society Awards 2011 : Meilleure actrice dans un second rôle dans un drame pour La Couleur des sentiments.
- 13e cérémonie des Teen Choice Awards 2011 : Meilleure vilaine de film pour Twilight, chapitre III : Hésitation (Eclipse) (2010).
- 10e cérémonie des Central Ohio Film Critics Association Awards 2012 : Meilleure distribution pour La Couleur des sentiments partagée avec Jessica Chastain, Viola Davis, Allison Janney, Chris Lowell, Ahna O'Reilly, Sissy Spacek, Octavia Spencer, Mary Steenburgen, Emma Stone, Cicely Tyson et Mike Vogel.
- 2012 : NAACP Image Awards de la meilleure actrice dans un second rôle pour La Couleur des sentiments.
- 2012 : MTV Movie Awards de la meilleure méchante à l’écran pour La Couleur des sentiments.
- 2012 : MTV Movie Awards de la meilleure performance déchirante pour La Couleur des sentiments.
- 17e cérémonie des Teen Choice Awards 2015 : Meilleure crise de colère pour Jurassic World.
- 17e cérémonie des Teen Choice Awards 2015 : Meilleure star féminine de l’été pour Jurassic World.
- 2016 : Alliance of Women Film Journalists Awards de l'actrice ayant le plus besoin d'un nouvel agent pour Jurassic World.
- 21e cérémonie des Critics' Choice Movie Awards 2016 : Meilleure actrice pour Jurassic World.
- 2017 : Gold Derby Awards de la meilleure actrice principale dans un téléfilm où une mini-série pour Black Mirror.
- 43e cérémonie des Saturn Awards 2017 : Meilleure actrice dans un second rôle pour Gold (2016).
- 23e cérémonie des Screen Actors Guild Awards 2017 : Meilleure actrice dans une mini-série ou un téléfilm pour Black Mirror.

## Voix francophones
En version française, Agathe Schumacher est la première voix régulière de Bryce Dallas Howard, la doublant entre 2004 et 2010 dans Le Village, La Jeune Fille de l'eau, Spider-Man 3, Terminator Renaissance et Au-delà. En parallèle, elle est également doublée par Clotilde Morgieve dans Manderlay et Claire Guyot dans As You Like It.
Par la suite, Barbara Beretta devient sa voix dans la quasi-intégralité de ses apparitions, la doublant notamment dans Twilight, chapitre III : Hésitation, La Couleur des sentiments, Jurassic World, Peter et Elliott le dragon, Gold, Rocketman et L'Incroyable Aventure de Bella. En parallèle, elle est également doublée par Ingrid Donnadieu dans 50/50 et Dany Benedito dans Black Mirror.
En version québécoise, Mélanie Laberge est la voix régulière de l'actrice. Elle la double dans La Saga Twilight: Hésitation, La Couleur des sentiments, Monde jurassique, Peter et Elliott le dragon, Or et Rocketman.
Elle est également doublée à trois reprises par Karine Vanasse dans Le Village, Spider-Man 3 et Terminator Rédemption, à deux reprises par Aline Pinsonneault dans La Dame de l'eau et 50/50 ainsi qu'à titre exceptionnel par Kim Jalabert dans L'Incroyable Aventure de Bella.